# Elecciones locales de Botsuana de 2014
Las elecciones locales de Botsuana de 2014 tuvieron lugar el 24 de octubre del mencionado año, al mismo tiempo que las elecciones generales para la Asamblea Nacional, con el objetivo de renovar los 490 escaños dentro de los quince concejos municipales y distritales electos, que ejercerían funciones por el período 2014-2019. Se trató de las undécimas elecciones de gobierno local desde la instauración de los concejos electos en 1966 y los décimos desde la independencia de Botsuana.
En el contexto de la fuerte debacle sufrida por el Partido Democrático de Botsuana (BDP), fuerza gobernante y dominante de la nación desde su independencia, la oposición tomó el control de cinco de los quince concejos distritales, obteniendo triunfos especialmente fuertes en las áreas urbanas. El BDP, bajo el liderazgo del presidente Ian Khama, logró la victoria de todas formas con un 45,86% de los votos y 310 concejales electos, seguido por la coalición opositora Paraguas para el Cambio Democrático (UDC), que obtuvo un 27,12% y 116 concejales, mientras que el Partido del Congreso de Botsuana (BCP) obtuvo el 21,45% de los votos y 57 concejales. La UDC vio sus apoyos restringidos al sur del país, mientras que el BCP fue más fuerte en el norte. Los mayores apoyos para el BDP vinieron del Distrito Central, territorio de la tribu BaNgwato. Las mayores pérdidas sufridas por el oficialismo fueron en la capital, Gaborone, donde el BDP fue relegado a un sorprendente tercer puesto detrás de la UDC y el BCP.
El resultado permanece hasta la fecha como el voto popular nacional más bajo obtenido por el Partido Democrático de Botsuana en cualquier tipo de elección desde la independencia, así como la menor cantidad de mayorías obtenidas en el ámbito municipal.

## Nominación de candidatos
La nominación de candidatos tuvo lugar el 25 de septiembre de 2014, al mismo tiempo que las nominaciones de candidatos parlamentarios para las elecciones generales. El BDP fue el único partido en disputar la totalidad de los escaños y obtuvo el único triunfo sin oposición, en la circunscripción de Dimajwe en Serowe West, Distrito Central.
|  | 100.00 % |

|  | 88.16 % |

|  | 87.55 % |

|  | 0.20 % |

|  | 51.84 % |

## Resultados

### Resultado general
|  | 45.86 % |

|  | 27.12 % |

|  | 21.45 % |

|  | 0.01 % |

|  | 5.56 % |

|  | 98.83 % |

|  | 1.17 % |

|  | 100.00 % |

|  | 83.69 % |

### Escaños por concejo
| Distrito/Ciudad | BDP     | UDC     | BCP    | Ind.  |
| --------------- | ------- | ------- | ------ | ----- |
| Central         | 117/140 | 7/140   | 12/140 | 4/140 |
| Chobe           | 6/7     |         | 1/7    |       |
| Francistown     | 13/19   | 3/19    | 3/19   |       |
| Gaborone        | 4/30    | 21/30   | 5/30   |       |
| Ghanzi          | 14/20   | 5/20    | 1/20   |       |
| Jwaneng         | 1/7     | 6/7     |        |       |
| Kgalagadi       | 16/22   | 6/22    |        |       |
| Kgatleng        | 8/23    | 12/23   | 3/23   |       |
| Kweneng         | 42/66   | 21/66   | 3/66   |       |
| Lobatse         | 7/12    | 5/12    |        |       |
| Noreste         | 16/19   | 1/19    | 2/19   |       |
| Noroeste        | 22/39   | 3/39    | 14/39  |       |
| Selebi-Phikwe   | 6/14    | 8/14    |        |       |
| Sudeste         | 7/20    | 4/20    | 9/20   |       |
| Sur             | 33/52   | 17/52   |        |       |
| Total           | 311/490 | 116/490 | 57/490 | 4/490 |